# Эгервари, Марта
Марта Эгервари (венг. Egervári Márta, род. 4 августа 1956, Будапешт) — венгерская спортивная гимнастка.
Представляла Венгерскую Народную Республику на двух Олимпиадах, в 1976 году в Монреале и в 1980 году в Москве.
Бронзовая медалистка Олимпийских игр 1976 года в состязаниях на бревне. Кроме того, на тех играх заняла 4-е место в команде и вышла в финалы в личном многоборье и (помимо бревна) в ещё в одном отдельном виде. В многоборье в итоге финишировала 7-й и в опорном прыжке 6-й.
На Олимпийских играх 1980 года заняла 5-е место в команде и с 27-м местом по личной сумме вышла в финал в многоборье, где стала 14-й.
Кроме того, двумя годами ранее, в 1974 году, завоевала бронзу в команде на чемпионате мира в Варне (Болгария).